# Calcio Schio
Calcio Schio (wł. Società Sportiva Dilettantistica a R.L. Calcio Schio) – włoski klub piłkarski, mający siedzibę w mieście Schio, w północnej części kraju, grający od sezonu 2020/21 w rozgrywkach Eccellenza Veneto.

## Historia
Chronologia nazw:
- 1905: Società Polisportiva Schio
- 1912: Unione Sportiva Giuseppe Milano
- 1913: klub rozwiązano
- 1914: Schio F.B.C.
- 1919: Schio F.C.
- 1924: Associazione Calcio Schio
- 1928: Unione Sportiva Schio
- 1931: Unione Calcio Schio
- 1933: Associazione Calcio Lanerossi Schio
- 1935: Associazione Calcio Schio
- 1940: Associazione Calcio Lanerossi Schio
- 1945: Associazione Calcio Schio
- 1947: C.S. Lanerossi Schio
- 1952: Associazione Calcio Schio
- 2001: Calcio Schio 1905
- 2012: A.S.D. Schio Torre Valli – po fuzji klubów z Schio, Torrebelvicino i Valli del Pasubio
- 2017: Calcio Schio

Klub sportowy SP Schio został założony w miejscowości Schio w 1905 roku. Wcześniej w mieście istniał klub Fortitudo, który powstał w 1875 roku, a w 1903 niektórzy jego sportowcy zapisali się do F.I.F. aby grać w lokalnych turniejach. Dopiero w 2012 roku została rozpoczęta działalność piłkarska zorganizowana przez sekcję piłkarską nowego związku, który na cześć słynnego piłkarza Pro Vercelli nazwano US Giuseppe Milano. Ale ten zespół miał krótkie życie i po roku kalendarzowym już się rozpadł. 16 kwietnia 1914 roku powstał nowy klub o nazwie Schio F.B.C., który jednak nie zarejestrował się w F.I.G.C. i grał jedynie w turniejach lokalnych. Dopiero po zakończeniu I wojny światowej w 1919 roku klub z nazwą Schio F.C. dołączył do F.I.G.C. W sezonie 1919/20 zespół startował w mistrzostwach Promozione Veneto (D2), zajmując czwarte miejsce w regionie i zdobywając awans do Prima Categoria.
W sezonie 1920/21 zespół debiutował na najwyższym poziomie włoskiej piłki nożnej, plasując na czwartej pozycji w grupie B Prima Categoria Veneto. 24 lipca 1921 roku, podczas zgromadzenia na którym przedstawiono Projekt Pozzo, plan reformy mistrzostw, który przewidywał zmniejszenie mistrzostw Pierwszej Dywizji Północnej do zaledwie 24 uczestników w porównaniu z 64 uczestnikami mistrzostw sezonu 1920/21, 24 największe włoskie kluby odłączyli się od FIGC, tworząc federację (CCI) i mistrzostwo (Prima Divisione, znane również jako Torneo delle 24). Klub zdecydował się pozostać w szeregach FIGC, zajmując w sezonie 1921/22 szóste miejsce w grupie B mistrzostw Prima Categoria Veneto. Przed rozpoczęciem sezonu 1922/23 ze względu na kompromis Colombo dotyczący restrukturyzacji mistrzostw, klub został zakwalifikowany do Seconda Divisione Lega Nord (D2), w których zajął 7.miejsce w grupie D, spadając do Terza Divisione Veneto. W następnym sezonie 1923/24 po zajęciu drugiej lokaty w grupie C Terza Divisione Veneto w grupie finałowej regionu uplasował się na trzecim miejscu. Klub przyjął nazwę AC Schio i dalej kontynuował grę w regionalnych mistrzostwach trzeciej dywizji.
Po reorganizacji systemu ligi w 1926 i wprowadzeniu najwyższej klasy, zwanej Divisione Nazionale klub w sezonie 1926/27 zajął drugie miejsce w grupie A Terza Divisione Veneto (D4) i wrócił do trzeciego poziomu. W 1928 zmienił nazwę na US Schio. W sezonie 1929/30 po podziale najwyższej dywizji na Serie A i Serie B poziom Seconda Divisione został zdegradowany do czwartego stopnia. Sezon 1930/31 zakończył na szóstym miejscu w regionie, i w związku z reorganizacją systemu lig otrzymał promocję do Prima Divisione (D3). ówczas klub często zmieniła nazwy – w 1931 zmienił nazwę na UC Schio, w 1933 na AC Lanerossi Schio, w 1935 na AC Schio, a w 1940 znów na AC Lanerossi Schio. W 1935 roku po wprowadzeniu Serie C Prima Divisione została czwartym poziomem ligowym. W 1939 zespół awansował do Serie C. W 1944 startował w wojennych rozgrywkach Campionato III Zona Veneto, plasując się na trzeciej pozycji w grupie B.
Po zakończeniu II wojny światowej, drużyna wznowiła działalność i z nazwą AC Schio została zakwalifikowana do rozgrywek Serie C, zajmując w sezonie 1945/46 szóste miejsce w grupie B Serie C Alta Italia. W 1947 klub zmienił nazwę na CS Lanerossi Schio, a w następnym roku spadł do Promozione Nord (D4). W 1952 po kolejnej reorganizacji systemu lig Promozione został przemianowany na IV Serie, a klub przyjął nazwę AC Schio. W 1957 liga zmieniła nazwę na Campionato Interregionale (rozgrywki odbywały się w II grupach Prima i Seconda Categoria), a w 1959 została nazwana Serie D. Po zakończeniu sezonu 1961/62 został zdegradowany do Prima Categoria Veneto (D5), ale po dwóch latach wrócił do Serie D. W 1972 spadł do Promozione Veneto (D5), a w 1977 do Prima Categoria Veneto. Przed rozpoczęciem sezonu 1978/79 Serie C została podzielona na dwie dywizje: Serie C1 i Serie C2, wskutek czego Prima Categoria została obniżona do siódmego poziomu. W sezonie 1982/83 zwyciężył w grupie B Prima Categoria Veneto i awansował do Promozione Veneto (D6). W 1986 zdobył promocję do Campionato Interregionale, ale w 1991 roku spadł do Eccellenza Veneto. W sezonach 1994/95 i 1997/98 zespół występował w Campionato Nazionale Dilettanti (D5), jednak nie zdołał utrzymać się w lidze więcej niż na sezon. W sezonie 2000/01 zespół spadł na rok do Promozione Veneto. W 2001 klub przyjął nazwę Calcio Schio 1905. W sezonie 2004/05 zajął 13.miejsce w grupie A Eccellenza Veneto i został zdegradowany do Promozione Veneto.
Sezon 2011/12 zakończył na 9.miejscu w grupie A Promozione Veneto, ale z przyczyn finansowych zrezygnował z dalszych występów. Latem 2012 kluby piłkarskie z trzech pobliskich miast Schio, Torrebelvicino i Valli del Pasubio połączyły się w jeden klub o nazwie A.S.D. Schio Torre Valli, który startował w Prima Categoria Veneto (D8). W 2014 zespół zwyciężył w grupie C Prima Categoria i awansował do Promozione Veneto. Przed rozpoczęciem sezonu 2014/15 wprowadzono reformę systemy lig, wskutek czego Promozione Veneto awansowała na szósty poziom. W 2017 roku fuzja klubów rozpadła się, po czym nazwa klubu została zmieniona na Calcio Schio. Po zakończeniu sezonu 2019/20 klub zdobył awans do Eccellenza Veneto.

## Barwy klubowe, strój
|  |  |

Klub ma barwy żółto-czerwone. Zawodnicy domowe spotkania zazwyczaj grają w pasiastych pionowo żółto-czerwonych koszulkach, czerwonych spodenkach oraz czerwonych getrach.

## Sukcesy

### Trofea międzynarodowe
Nie uczestniczył w rozgrywkach europejskich (stan na 31-05-2020).

### Trofea krajowe
| \| \| Zdobyte trofea w rozgrywkach Włoch (stan na: 31-08-2020) \| |                                                          |      |                    |
| Rozgrywki                                                         | Osiągnięcie                                              | Razy | Sezon(y)           |
| · Mistrzostwo                                                     | I miejsce                                                | 0    |                    |
| · Mistrzostwo                                                     | II miejsce                                               | 0    |                    |
| · Mistrzostwo                                                     | III miejsce                                              | 0    |                    |
| · Mistrzostwo                                                     | 4.miejsce                                                | 1    | 1920/21 (B Veneto) |
| · Puchar                                                          | zdobywca                                                 | 0    |                    |
| · Puchar                                                          | finalista                                                | 0    |                    |
| II liga                                                           | I miejsce                                                | 0    |                    |
| II liga                                                           | II miejsce                                               | 0    |                    |
| II liga                                                           | III miejsce                                              | 0    |                    |
| II liga                                                           | 4.miejsce                                                | 1    | 1919/20 (Veneto)   |
| Włochy                                                            | Zdobyte trofea w rozgrywkach Włoch (stan na: 31-08-2020) |      |                    |

- Terza Divisione Veneto/Serie C (D3):
  - wicemistrz (1x): 1923/24 (gr.A Veneto), 1924/25 (gr.C Veneto), 1940/41 (gr.A)
  - 3.miejsce (1x): 1923/24 (finali Veneto), 1941/42 (gr.A)

## Poszczególne sezony

### Rozgrywki międzynarodowe

#### Europejskie puchary
Nie uczestniczył w rozgrywkach europejskich.

### Rozgrywki krajowe
| \| Włochy \| Bilans występów klubu w rozgrywkach piłkarskich Włoch (Stan na 31 sierpnia 2020 r.) \| \| | |        |       |   |   |   |    |    |     |                                                               |        |        |      |
| Poziom                                                                                                 | Rozgrywki | Sezony | Mecze | Z | R | P | B+ | B– | Pkt | Lata                                                          | Awanse | Spadki | Naj. |
| I | Prima Categoria Veneto                                                                                                   | 2      |       |   |   |   |    |    |     | 1920–1922                                                     | 0      | 1      | 4    |
| II | Promozione Veneto, Seconda Divisione                                                                                     | 2      |       |   |   |   |    |    |     | 1919/20, 1922/23                                              | 1      | 1      | 4    |
| III | Terza Divisione, Seconda Divisione, Prima Divisione, Serie C                                                             | 17     |       |   |   |   |    |    |     | 1923–1926, 1927–1929, 1931–1935, 1939–1944, 1945–1948         | 0      | 5      | 2    |
| IV | Terza Divisione, Seconda Divisione, Prima Divisione, Promozione, IV Serie, Campionato Interregionale, Serie D            | 29     |       |   |   |   |    |    |     | 1926/27, 1929–1931, 1935–1939, 1948–1962, 1964–1972           | 3      | 2      | 1    |
| V | Prima Categoria Veneto, Promozione Veneto, Campionato Interregionale, Campionato Nazionale Dilettanti, Eccellenza Veneto | 15     |       |   |   |   |    |    |     | 1962–1964, 1972–1977, 1986–1991, 1994/95, 1997/98, od 2020/21 | 1      | 4      | 1    |
| | Puchar Włoch | 0      |       |   |   |   |    |    |     |                                                               | 0      | 0      |      |
| Włochy                                                                                                 | Bilans występów klubu w rozgrywkach piłkarskich Włoch (Stan na 31 sierpnia 2020 r.)                                      |        |       |   |   |   |    |    |     |                                                               |        |        |      |

## Struktura klubu

### Stadion
Klub piłkarski rozgrywa swoje mecze domowe na Stadio De Rigo w Schio o pojemności 1500 widzów.

### Derby
- Bassano 1903
- Real Vicenza
- AC Thiene
- FC Valdagno